# Craig Robinson (cestista 1961)
Craig Anthony Robinson (East Orange, 27 dicembre 1961) è un ex cestista statunitense naturalizzato belga, professionista in Europa.

## Carriera
Venne selezionato dai Boston Celtics al terzo giro del Draft NBA 1983 (68ª scelta assoluta).

## Palmarès
- Campione NIT (1980)
- Campionato belga: 1

Ostenda: 1994-95
- Coppa del Belgio: 1

Ostenda: 1991